# Skakunův most
Lo Skakunův most ("Ponte Skakun") è un ponte stradale in cemento armato di Praga che collega la ulice Korunovační al distretto di Praga 6, sovrastando la linea ferroviaria Praga - Lužná u Rakovníka. Nelle vicinanze del ponte si trova l'ambasciata della Federazione russa presso la Repubblica Ceca.

## Storia
Tramite una risoluzione del 28 febbraio 2022, quattro giorni dopo l'inizio dell'invasione russa dell'Ucraina, l'assemblea distrettuale di Praga invitò la capitale ceca a rinominare una parte della ulice Korunovační in Via degli Eroi ucraini e il ponte anonimo che si trovava lungo quella via sopra la linea ferroviaria: il sindaco di Praga 6 Ondřej Kolář propose su Twitter il nome di Most Vitalije Skakuna ("Ponte Vitalij Skakun"). La commissione topografica del consiglio comunale praghese raccomandò entrambe le proposte e l'assemblea della città le approvò il 25 marzo 2022. Il cambiamento venne applicato dal 30 marzo 2022 con la registrazione nello RÚIAN (acronimo di Registr územní identifikace, adres a nemovitostí, ossia "Registro di identificazione territoriale, indirizzi e beni immobili").
Il ponte prende il nome da Vitalij Volodymyrovyč Skakun, un soldato ucraino morto il 24 febbraio 2022 nella città di Heničes'k dopo aver fatto saltare in aria un ponte per impedire l'avanzata delle truppe russe verso Cherson. La ridenominazione del ponte e quella della strada sono legate alla vicinanza dell'ambasciata russa. La cerimonia di inaugurazione si svolse il 22 aprile 2022.